# Athérectomie
L'athérectomie est une intervention chirurgicale qui consiste à diminuer voire éliminer les plaques d'athérome qui obstruent une artère lors d'une artériographie et plus particulièrement lors d'une coronarographie.

## Définition
L'athérectomie est un terme générique désignant un ensemble de méthodes dont l'objectif est de rouvrir les artères bouchées en meulant ou en retirant la plaque d'athérome qui s'y est accumulée.

## Indications
Ce sont les conséquences de l'athérosclérose. Au fil du temps, des dépôts gras (plaques d'athérome) peuvent s'accumuler dans les artères, boucher le passage et en réduire la lumière (diamètre interne utile au passage du sang sous pression), de plus la plaque a tendance à se calcifier et donc durcir. Cette accumulation empêche les artères d'alimenter le cœur et le corps en oxygène et en nutriments. L'obstruction progressive des artères se manifeste cliniquement de très nombreuses façons selon la ou les artères touchées : réduction du périmètre de marche par obstruction des artères de jambes, angine de poitrine et infarctus par obstruction des coronaires, baisse de la vue par atteinte des artères de la rétine, douleurs abdominales par atteintes des artères viscérales, accident vasculaire cérébral etc..

## Méthodes
Une incision est pratiquée dans une artère fémorale en haut de la cuisse. Un fil guide est enfilé dans l'artère jusqu'au site du blocage athéromateux. Un cathéter doté d'un embout coupant spécial est inséré le long du fil guide. Il existe trois types principaux d'athérectomie qui utilisent un embout de cathéter particulier.

Schémas de principe des différents types d'athérectomie

L'athérectomie rotationnelle consiste à placer au bout du cathéter une fraiseuse en diamant qui est guidée jusqu'au site de blocage, la fraiseuse tourne à très grande vitesse et meule la plaque durcie en particules minuscules qui peuvent être éliminées en toute sécurité par l'organisme.
L'athérectomie directionnelle vise à éliminer une accumulation moins dure. Après l'insertion du cathéter, un ballon est gonflé le long du cathéter en face de la plaque et repousse une lame vers celle-ci. La lame découpe la plaque et la stocke dans une chambre spéciale. Le ballon est ensuite dégonflé et la plaque retirée avec la chambre contenant les débris au moment du retrait du cathéter.
L'athérectomie transluminale est un dispositif de vide qui utilise des lames rotatives pour découper la plaque et un tube qui aspire les débris de la plaque dans un vide fixé au cathéter.

## Risques
Après une athérectomie, il y a peu de risque de reprise chirurgicale en urgence pour la pose d'endoprothèse. Par rapport à l'angioplastie, les complications, telles que les formations de caillots sanguins (embolisations) semblent plus fréquentes au contraire des déchirures des vaisseaux sanguins (dissections de vaisseaux) moins fréquentes. 

## Résultats
Ils sont généralement satisfaisants mais restent dépendant du type de patient,.
D'autres méthodes comme l'angioplastie sont utilisées pour traiter les plaques d'athhérome sans qu'il y ait de consensus définitif pour une ou l'autre méthode.